# Arcésilas de Pitane
Pour les articles homonymes, voir Arcésilas.
Arcésilas (en grec ancien : Ἀρκεσίλαος / Arkesílaos) était un philosophe grec, créateur de la Nouvelle Académie, né à Pitane (en Éolide) vers 315 av. J.-C. et mort en 241 av. J.-C., compagnon du philosophe Crantor. À la mort de Cratès, en 264, et après l'intérim de Socratidès, il devint, en -244/-243, le cinquième scholarque de l'Académie, le seul représentant de la Moyenne Académie. Complètement opposé à son contemporain le stoïcien Zénon de Kition, il professe un scepticisme total, mais malgré ce tournant dans la pensée philosophique, il se pose en continuateur de l'Académie de Platon, qui devient avec lui la Nouvelle Académie.

## L’épochê
Arcésilas a inventé la notion de suspension du jugement (en grec ancien, épochê), qui semble absente chez Pyrrhon. La notion de suspension du jugement vient, semble-t-il, moins de Pyrrhon que de l'académicien Arcésilas de Pitane. Mais cette opinion de Victor Brochard en 1887 ne fait pas l'unanimité. Quant à savoir si la notion d'équipollence, égalité des opinions, vient de Pyrrhon, Photios écrit : « Quant à celui qui philosophe selon Pyrrhon, il connaît entre autres félicités la sagesse de savoir avant tout qu'il n'est en possession d'aucune certitude ; et, pour ce qu'il connaîtrait, il n'est pas homme à le sanctionner par l'affirmation plutôt que par la négation ». Il n'a laissé aucun écrit. Deux de ses disciples, Ecdémos et Démophanès, de Mégalopolis, furent précepteurs de Philopœmen.

## Biographie
Arcésilas, fils de Seuthos - ou Scythos - vint étudier la rhétorique à Athènes, prit goût à la philosophie et devint le disciple de Théophraste, puis de Crantor. Il suivit aussi les cours de Polémon et de Cratès. Il avait appris les mathématiques avec Autolycos de Pitane et Hipponicos, et étudié Platon pour qui il avait une grande admiration. Après la mort de Cratès, Socratidès, qui assurait l’intérim, reconnaissant la supériorité d'Arcésilas, lui laissa la direction de l'Académie. Il n'y eut guère d'événement historique ou notable dans sa vie et il se tenait à l'écart des affaires publiques.
Sur sa vie privée, des rumeurs parlent de débauches et de courtisanes. Il serait mort à 75 ans, ivre et délirant. Mais s'il avait de nombreux adversaires qui l'ont peut-être calomnié, Plutarque et le Stoïcien Cléanthe nous en offrent une image bien différente :
« Quelqu'un lui dit [à Cléanthe] une fois qu'Arcésilas négligeait ses devoirs : "Taisez-vous donc, dit-il, et ne le blâmez pas, car, s'il ne prononce guère le mot devoir, il le recommande par ses actes" ».
Il connut peut-être Pyrrhon, Diodore Cronos et Ménédème ; une originalité d'Arcésilas est sa fortune, à une époque où la plupart des philosophes étaient pauvres. Il était d'ailleurs fort généreux, et veillait au bien-être de ses amis. Plutarque le décrit comme un homme droit et respectueux de ses adversaires.

## Doctrine
Orateur habile, admiré de Cicéron, il ne cessa de lutter contre le stoïcisme de son ancien condisciple Zénon de Kition. Ainsi, s'il n'écrivit rien, il laissa le souvenir d'un grand dialecticien, qui déstabilisa le dogmatisme grave et sérieux des Stoïciens. Sa pensée fut mise par écrit par son successeur, Lacydès, et par l'un de ses disciples, Pythodore.
Il fut sans doute influencé par le scepticisme comme en témoigne ce vers d'Ariston de Céos :

« Platon par-devant, Pyrrhon par-derrière, Diodore pour le reste. »

Mais il est vraisemblable qu'il se distinguait fortement des Sceptiques par certains côtés. Pragmatiquement, Timon de Phlionte le haïssait, et on sait que ce dernier haïssait tous ceux qui n'étaient pas sceptiques.
Une différence profonde distingue Sceptiques et Épochiens : Celle de leur relation au monde. Le scepticisme doute de chaque affirmation, et donc rejette tout semblant de « vérité ». Or si l'on doute de chaque affirmation, impossible d’en accepter aucune... L'épochè, au contraire, ne remet pas en cause la légitimité de chaque point de vue : il les accepte comme tels, malgré leur apparence antithétiques. C'est une doctrine plus respectueuse, si ce n'est bienveillante, puisqu'elle sous-entend curiosité et indulgence envers chaque opinion, et non pas méfiance et mépris.
Arcésilas fit par exemple s’affronter la stérilité du dogmatisme stoïcien et du rigorisme symétrique. Selon Cicéron, Arcésilas reprit les usages de l'ancienne Académie, c'est-à-dire qu'il parlait de tout sujet au hasard des discussions et entreprenait de réfuter les thèses exposées par des questionnements ou des discours.
Il appréciait particulièrement Homère et tenait Platon, dont il avait acheté les livres, en grande estime. La réaction sceptique d’Arcésilas de Pitane était selon Philon de Larissa parfaitement justifiée tant que l’on posait le problème de la connaissance dans les termes où les Stoïciens l’avaient posé, c’est-à-dire tant que l’on acceptait les normes en deçà desquelles ils ne voulaient pas que l’on pût parler de connaissance ; mais il suffisait d’abaisser la barre, et de renoncer à ces normes inhumainement arrogantes, pour que la connaissance humaine fût rétablie dans ses droits, modestes, faillibles, mais parfaitement légitimes. Ce n’est pas le monde qui se dérobe à notre connaissance ; l’homme apporte à la recherche de la vérité des exigences disproportionnées et des barrières artificielles.

### Critique de la connaissance
Nous ne connaissons sa pensée que par le débat sur le critère de la vérité qui opposait toutes les philosophies hellénistiques. Les Stoïciens admettaient plusieurs degrés dans la connaissance :
- la représentation compréhensive, qui est une représentation claire et distincte ;
- l'assentiment, qui est l'acte de l'âme qui éprouve une impression vraie ;
- la compréhension (catalepsis).

Le sage est alors, selon Zénon de Kition, celui qui ne donne son assentiment qu'à des représentations compréhensives, il n'a que des certitudes.
Or Arcésilas nie que l'on puisse donner son assentiment à une représentation ; on ne le donne, selon lui, qu'à un jugement. Bien plus, il n'y a pas de représentation compréhensive, et le sage sera donc celui qui refuse de rien affirmer. L'alternative posée est ainsi la suivante : ou bien le sage a des opinions, ou bien il n'affirme rien. Arcésilas ne peut accepter la première partie, puisque l'opinion n'est pas la sagesse, mais un manque de savoir quant à ce que l'on affirme. En conséquence, s'il n'y a pas de certitude, il faut renoncer à toute croyance.
Son argument principal consiste à dire que l'on ne peut distinguer entre les représentations vraies et les autres, car des objets sans existence font aussi sur nous des impressions claires et distinctes. Il est possible qu'Arcésilas pensait ici aux rêves, aux erreurs des sens, à la folie, etc. Mais dire cela, c'est dire qu'il est impossible de s'appuyer sur les données des sens pour s'élever par le raisonnement à une connaissance vraie des causes et des principes des choses. La raison ne fait donc rien connaître, puisqu'il n'y a pas de critère de la vérité. Aussi Arcésilas recommande la suspension du jugement, l'épochè :
« C'est contre Zénon [de Kition] qu'Arcésilas, d'après la tradition, engagea le combat (...). Arcésilas affirmait qu'on ne pouvait rien savoir, pas même ce que Socrate s'était finalement accordé. Il pensait donc que tout se cache dans l'obscurité, que rien ne peut être perçu ni compris ; que, pour ces raisons, on ne doit jamais rien assurer, rien affirmer, rien approuver ; qu'il faut toujours brider sa témérité et la préserver de tout débordement, alors qu'on l'exalte en approuvant des choses fausses ou inconnues ; or rien n'est plus honteux que de voir l'assentiment et l'approbation se précipiter pour devancer la connaissance et la perception. Il agissait selon cette méthode, si bien qu'en réfutant les avis de tous il amenait la plupart de ses interlocuteurs à abandonner leur propre avis : quand on découvrait que les arguments opposés de part et d'autre sur un même sujet avaient le même poids, il était plus facile de suspendre son assentiment d'un côté comme de l'autre ».
Quant à la critique de la physique et de la théologie stoïciennes par Arcésilas, nous n'avons guère de renseignements. Il semble s'en être moqué. Il reste à examiner la morale, où Arcésilas rencontra une difficulté propre au scepticisme.

### La morale
Cette difficulté est la même que l'on opposait aux anciens Sceptiques. La problématique est de savoir, de chercher comment on peut encore agir  sans ni connaissance ni croyance. Les grands détracteurs de ces deux doctrines rappelaient que si aucun choix n’est fait, aucun acte n’est possible. En doutant ou en acceptant toute représentation du monde, l’action n’est plus un choix acceptable :  Réagir, c’est agir face à autrui, c’est répondre à quelque chose qui ne vient pas de nous. Réagir, c’est « agir contre ». Quant à réagir à un point de vue donné proposé lors d’un spectacle, si celui-ci n’est même pas pris en compte, ou pris en compte comme étant le nôtre, s'il n’y a plus d’altérité, on se demande comment agir ? Suspendre son jugement semble être aussi suspendre son action : l'action est impossible sans croyance. Cicéron rapporte cet argument contre les Sceptiques, et contre Arcésilas en particulier. Mais il n'informe pas sur les idées morales de ce dernier.
La réponse d'Arcésilas est que le critère de nos actions se trouve dans le raisonnable (εὔλογος / eulogos, littéralement "la bonne raison"). Le devoir est ainsi quelque chose de raisonnable que nous devons suivre par prudence et par choix, pour être heureux. La question est de savoir quel sens attribuer au mot grec εὔλογος. Ce mot n'a pas pour Arcésilas le sens de « probable », chose logique si l'on considère que pour lui il n'y a pas de critère de vérité, et qu'aucune représentation ne peut donc être plus crédible qu'une autre ; il convient de se demander selon quel critère, serait-elle crédible. De plus, le probable est une forme d'assentiment ; or Arcésilas rejette toute forme d'assentiment. Le probabilisme dont on fait la doctrine officielle de la Nouvelle Académie n'apparaît en fait qu'avec Carnéade.
Le raisonnable d'Arcésilas désigne simplement des actions justifiables dont les raisons sont cohérentes : c'est un accord subjectif des représentations qui n'implique aucune affirmation dogmatique. Arcésilas, contrairement aux Sceptiques, conserve donc un rôle pour la raison et rejette en conséquence l'adiaphorie et l'ataraxie pyrrhoniennes. Il propose plutôt de se créer une échelle de valeur tant éphémère que personnelle, pleinement contextuelle.

### Conclusion
Les thèses d'Arcésilas que nous connaissons sont subtiles : Épicure lui reprochait de ne rien dire de nouveau. Son habileté oratoire et le plaisir manifeste qu'il prenait à discourir de tout[réf. nécessaire] font douter s'il était un philosophe ou un sophiste. On ne sait s'il était un véritable Sceptique ou s'il dogmatisait en secret[réf. nécessaire]. D'après Sextus Empiricus, son pyrrhonisme était une façade qui lui permettait d'évaluer l'esprit de ses élèves avant de les initier aux dogmes véritables du maître. Il aurait feint de ne rien croire et son doute était également une protection contre les attaques de ses adversaires.
Il est pourtant difficile de croire qu'un grand dialecticien ait pu avoir de telles craintes. Tous les témoignages dont nous disposons (Cicéron, Sextus Empiricus, Augustin d'Hippone) ont une forme dubitative et on rappellera également que Timon de Phlionte a fait l'éloge funèbre d'Arcésilas. Arcésilas a su donc montrer une variante assumée du scepticisme, par la création de la notion d'épochê. Selon toute vraisemblance, il était un esprit sceptique de la Nouvelle Académie, que l'on doit distinguer du probabilisme à venir.

### Sources
- (la) Cicéron (trad. du latin par José Kany-Turpin, préf. Pierre Pellegrin), Les Académiques, Paris, Flammarion, 2010, 352 p. (ISBN 978-2-08-122402-5, BNF 42298853).
- Sextus Empiricus, Esquisses pyrrhoniennes et Contre les professeurs.
- Diogène Laërce, Vies, doctrines et sentences des philosophes illustres [détail des éditions].
- Eusèbe de Césarée, Préparation évangélique, livre XIV.

### Études sur Arcésilas
- Victor Brochard, Les Sceptiques grecs. Paris, 1887, livre II, § 2 (le présent article a été réalisé sur la base de ce chapitre).
- Anthony A. Long et David N. Sedley, Les philosophes hellénistiques (1986), trad., Garnier-Flammarion, 1997, t. III : Les Académiciens, la renaissance du pyrrhonisme.
- Simone Vezzoli, Arcesilao di Pitane. L'origine del platonismo neoaccademico (Philosophie hellénistique et romaine, 1), Turnhout: Brepols Publishers, 2016,  (ISBN 978-2-503-55029-9)
- Jacques Brunschwig et Geoffrey Lloyd, Le Savoir grec : Dictionnaire critique, Flammarion, 1996, 1096 p., p. 862-874.